# Parafia św. Mikołaja w Prochach
Parafia Świętego Mikołaja w Prochach – parafia rzymskokatolicka, znajdująca się w archidiecezji poznańskiej, w dekanacie wolsztyńskim. 